# Toshiyasu Takahara
Toshiyasu Takahara (japanisch 髙原 寿康 Takahara Toshiyasu; * 18. Oktober 1980 in der Präfektur Gifu) ist ein ehemaliger japanischer Fußballspieler.

## Karriere
Takahara erlernte das Fußballspielen in der Schulmannschaft der Gifu Technical High School und der Universitätsmannschaft der Aichi-Gakuin-Universität. Seinen ersten Vertrag unterschrieb er 2003 bei den Júbilo Iwata. Der Verein spielte in der höchsten Liga des Landes, der J1 League. 2003 wurde er mit dem Verein Vizemeister der J1 League. Für den Verein absolvierte er zwei Erstligaspiele. 2005 wechselte er zum Zweitligisten Consadole Sapporo. 2007 wurde er mit dem Verein Meister der J2 League und stieg in die J1 League auf. Am Ende der Saison 2008 stieg der Verein wieder in die J2 League ab. Am Ende der Saison 2011 stieg der Verein in die J1 League auf. Für den Verein absolvierte er 74 Ligaspiele. 2013 wechselte er zum Ligakonkurrenten Shimizu S-Pulse. 2014 wechselte er zum Drittligisten FC Machida Zelvia. 2015 wurde er mit dem Verein Vizemeister der J3 League und stieg in die J2 League auf. Für den Verein absolvierte er 144 Ligaspiele. Ende 2018 beendete er seine Karriere als Fußballspieler.

## Erfolge
Júbilo Iwata
- J1 League

Vizemeister: 2003
- Kaiserpokal

Sieger: 2003
Finalist: 2004